# چرخند پساحاره‌ای

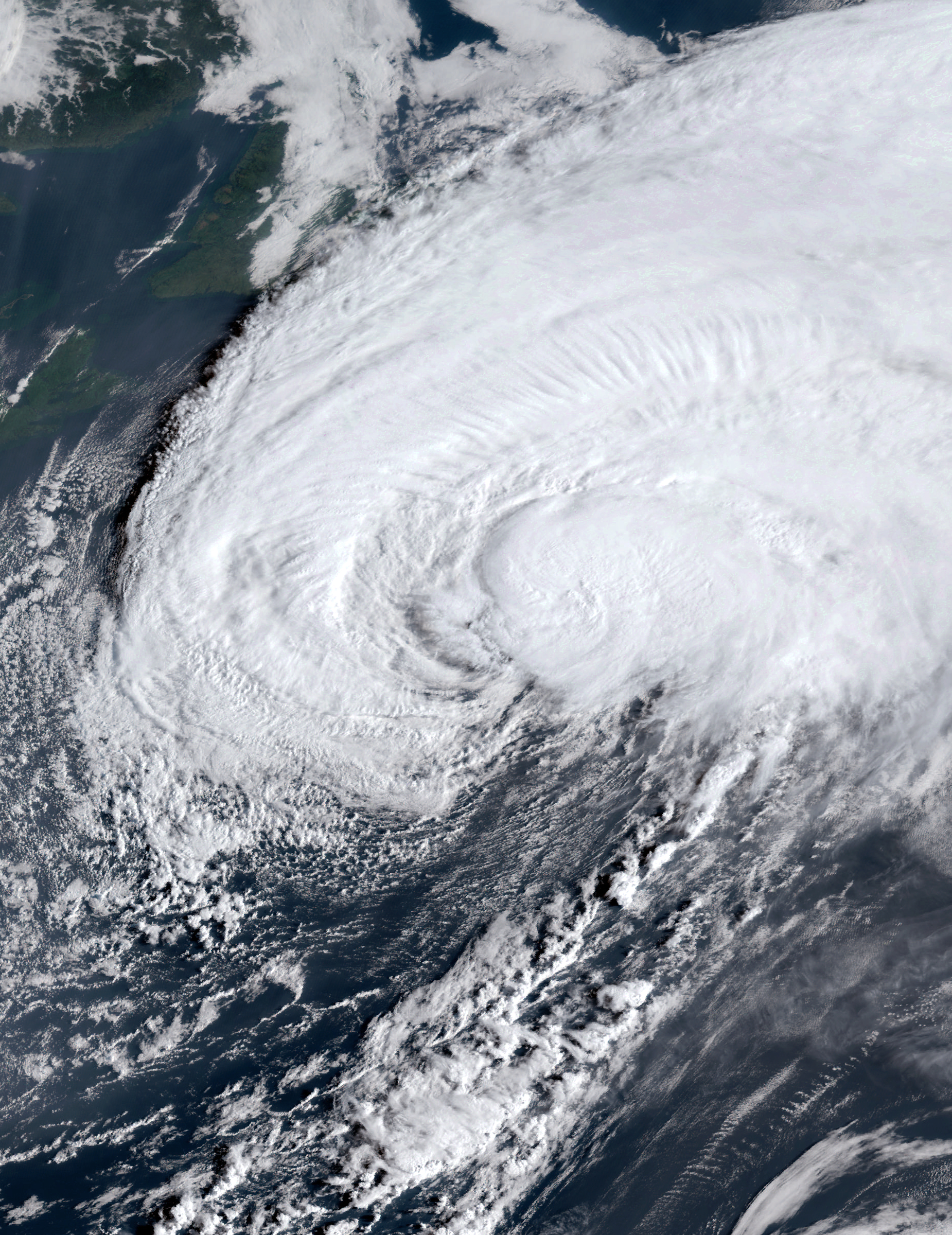
توفند ارل در حال تبدیل شدن به یک ٰچرخند پساحاره‌ای در ۱۰ سپتامبر ۲۰۲۲

چرخند پساحارّه‌ای (انگلیسی: Post-tropical cyclone) که چرخند پسا نیز خوانده می‌شود یکچرخند حاره‌ای سابق است که دیگر دارای ویژگی‌های حاره‌ای کافی نیست که بتوان آن را به عنوان یک چرخند حاره‌ای در نظر گرفت. این کلمه ممکن است اشاره به یک چرخند حاره‌ای سابق داشته باشد که در حال گذار برون‌حاره‌ای است یا یک چرخند حاره‌ای که به یک مرکز کم‌فشار تبدیل شده‌است. یک چرخند حاره‌ای که به یک ناوه یا موج تبدیل می‌شود، فاقد گردش گردبادی است و به‌جای چرخند پساحاره‌ای به‌عنوان باقی‌مانده‌ها نامیده می‌شود. با این حال، چرخندهای پساحاره‌ای یا بقایای آن‌ها می‌توانند به تولید بادهای شدید و باران‌های شدید ادامه دهند.

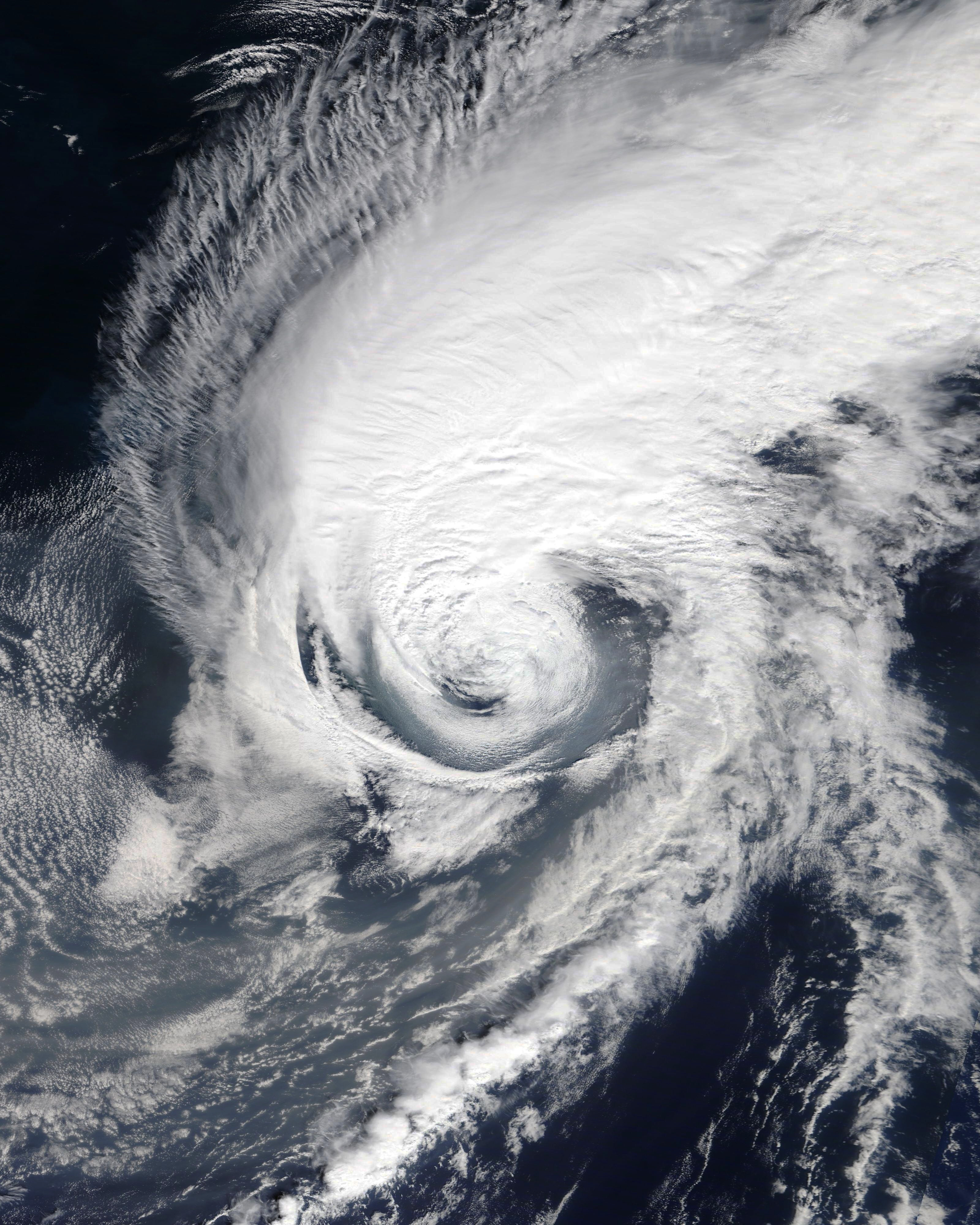
توفند پالت (۲۰۲۰)، با توجه به شرایط مساعد در چند مرحله نیرومندتر شد و در نهایت تبدیل به یک چرخند پساحاره‌ای رده ۱ در ۱۶ سپتامبر ۲۰۲۰ شد.

## طبقه‌بندی

### کلاس‌ها
دو دسته چرخند پساحاره‌ای وجود دارد:
- یکی چرخند برون‌حاره‌ای که جبهه‌ای (مرز بین دو توده هوا) است که گاهی هنوز توان بادهای طوفانی یا توفندی خود را حفظ کرده‌است.[۳]
- جامانده یا ته‌مانده که غیر جبهه‌ای است و پیشرفت چندانی ندارد.[۴][۵]